# アラン・ガグロエフ
アラン・エドゥアルドヴィチ・ガグロエフ（Alan Eduardovich Gagloev、オセット語: Гаглойты Эдуарды фырт Алан、ロシア語: Алан Эдуардович Гаглоев、1981年2月6日 - ）は、南オセチアの政治家。2022年の大統領選挙で、前大統領のアナトリー・ビビロフに勝利。ビビロフが進めていた南オセチアのロシア加盟を事実上、無効にした。

## 経歴
ツヒンヴァリ出身。2002年に南オセチア州立大学を卒業し、南オセチア経済開発省に中小企業支援部門の主任専門家として勤務していた。2008年の南オセチア紛争に従軍した。紛争中、家族を悲しませたとガグロエフは語っている。大統領就任後は訓練場視察時に、自ら兵士の前でミサイルや機関銃を試射して腕前を披露した。
2017年南オセチア大統領選挙に立候補したが、アナトリー・ビビロフに敗れた。敗北後、2017年9月に彼は自身の政党であるアラニア連合の設立を発表した。しかし、2018年5月に南オセチア法務省は同党の登録を拒否した。2019年1月にアラニア連合はニカズ党に吸収合併し、2020年2月にニカズ党議長に選出された。
2022年南オセチア大統領選挙に出馬し、統一ロシアから支持されたビビロフとの決選投票に臨んだ。投票率56.08%対40.90%で、ビビロフに勝利。 ビビロフは選挙の敗北を認め、ガグロエフに「国民の利益の為に成功を祈る」と祝福した。
2022年5月24日に大統領へ就任し、就任後の課題は経済を改善するための措置を講じることだと述べた。ビビロフと同じく、権威主義的な政治手法はガグロエフ政権下でも継続された。ガグロエフが選挙不正を犯したと告発した議会議長のアラン・ダダエフを辞任させ、自身の政党であるニカズ党員のアラン・アルボロフを議会議長に選出させる。
2022年5月30日、ガグロエフは2022年のロシアによるウクライナ侵攻に関連して、ロシアは我が国の加盟に無関心であると述べ、加盟を問う国民投票の実施をロシアとの協議が完了するまで延期した。2022年8月12日、ガグロエフは、2022年7月23日に国防大臣の覆面軍人が地域各地で民間人を暴行した事件を理由に、ウラジーミル・プハエフ国防大臣を解任した。ウクライナ侵攻で、数万人のロシア人が徴兵を避けるために国外から南オセチアへ逃亡した。ガグロエフはロシア当局と協力して国境に検査センターを設置し、徴兵資格のあるロシア国民に入国拒否を命じる。しかし、この政策は、推定移民人口7万8000人のうち、拘束した徴兵忌避者が僅か120人だったため、2022年10月に入国拒否政策を終了した。